# Le principi di Napoli a Firenze
Le principi di Napoli a Firenze è un film di Vittorio Calcina del 1897 che filma Vittorio Emanuele principe di Napoli, futuro re d'Italia, a Firenze.